# 朝宮茶

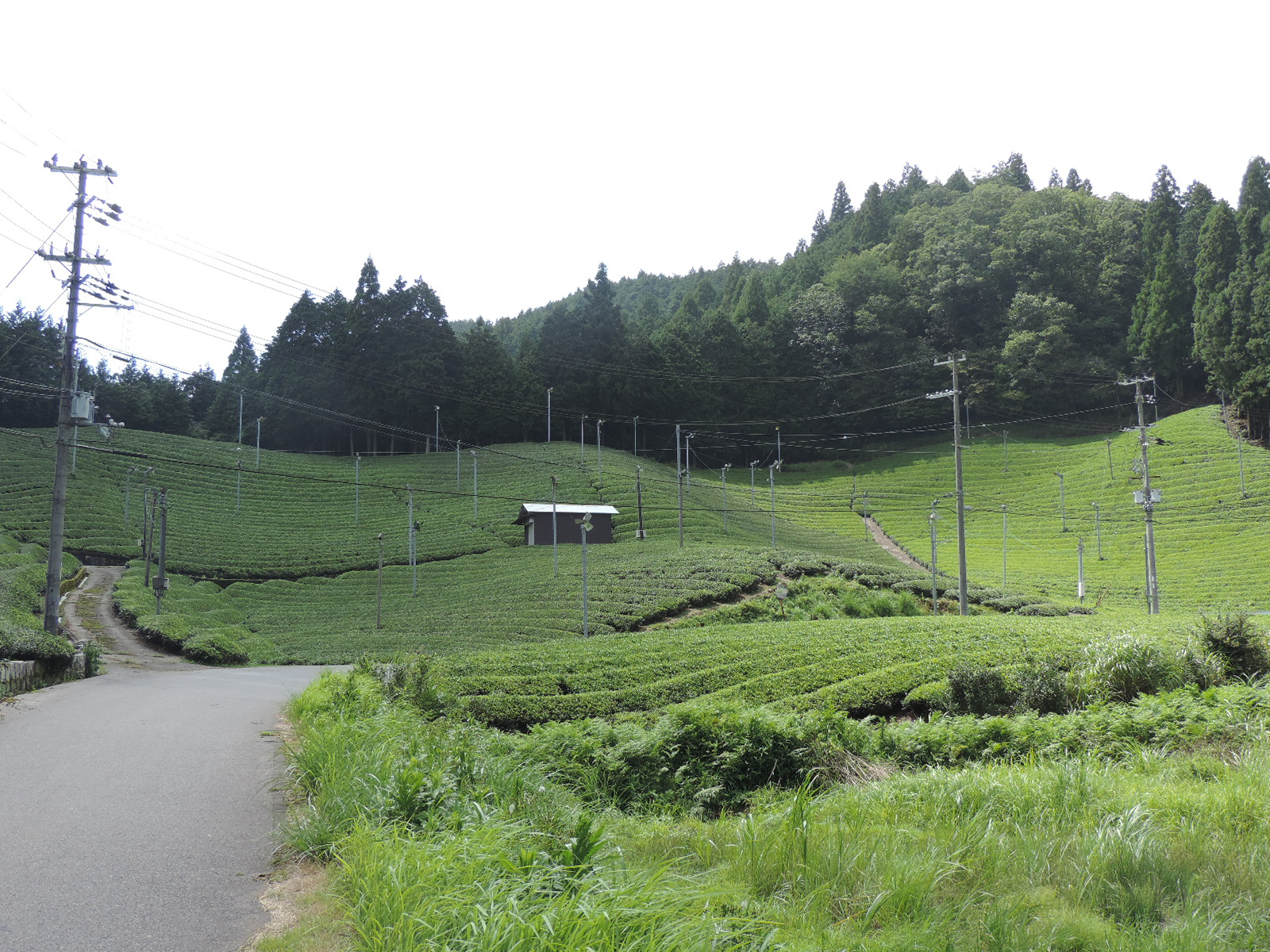
滋賀県甲賀市信楽町下朝宮の茶畑。

朝宮茶（あさみやちゃ）は、滋賀県甲賀市信楽町朝宮周辺で栽培されている日本茶。
宇治（京都府）、川根（静岡県）、本山（静岡県）、狭山（埼玉県）と並んで日本五大銘茶の一つに数えられる。

## 歴史
日本最古級の茶産地である。805年に延暦寺開祖の最澄が茶の種子を唐から持ち帰り、朝宮の岩谷山に植え、815年に朝廷に献上するために始まったとされる。
最古の史料として、室町時代の文明年間（1469年-1487年）に信楽荘の代官と土豪が領主の近衛家に茶を献上した記事がある。江戸時代には松尾芭蕉が甲賀市信楽町の朝宮を何度となく訪れた際に残した句「木隠れて 茶摘みも聞くや ほととぎす」の句碑がある。
幕末の開港後、茶は国内で生糸に次ぐ輸出品となり、1880年刊の『滋賀県物産誌』によると土山地域に次ぐ生産量を誇った。
21世紀では、抹茶がカステラ、ロールケーキ、プリン、アイスクリーム等のスイーツ類にも利用されている。

## 特徴
山間地の寒暖差の大きい場所で栽培され、独自の香気と深い滋味があり、緑茶の最高峰とも言われる。

## 広報活動

### 条例制定
2015年3月5日の甲賀市議会で地元産のお茶等を信楽焼の器でふるまう習慣を広める「甲賀市甲賀の茶及び甲賀の地酒を信楽焼の器でもてなす条例（通称：おもてなし条例）」が可決された。